# Aleksander Ciołek Drzewicki
Aleksander Ciołek Drzewicki herbu Ciołek (ur. w 1670, zm. w 1706) – wicemarszałek Trybunału Głównego Koronnego w 1689 roku, wojewoda lubelski w latach 1705–1706, kasztelan lubelski w latach 1695–1705, podkomorzy lubelski w latach 1685–1695, podstoli lubelski w latach 1680–1684.
Poseł sejmiku lubelskiego na sejm 1681 roku, sejm zwyczajny 1688 roku, sejm zwyczajny 1692/1693 roku, sejm nadzwyczajny 1693 roku, sejm 1695 roku. 5 lipca 1697 roku podpisał w Warszawie obwieszczenie do poparcia wolnej elekcji, które zwoływało szlachtę na zjazd w obronie naruszonych praw Rzeczypospolitej. Był członkiem konfederacji sandomierskiej 1704 roku.